# Bruno Landim
Bruno Landim (6. travnja 1993.) je zelenortski rukometaš. Nastupa za klub Sporting Clube da Horta i zelenortsku reprezentaciju.
Natjecao se na Svjetskom prvenstvu u Egiptu 2021., gdje je reprezentacija Zelenortske Republike završila na posljednjem, 32. mjestu.